# Siebfilter
Ein Siebfilter ist ein Filter, der nach dem Prinzip eines Siebes arbeitet und mit dessen Hilfe mitgeführte Feststoffe mechanisch aus Flüssigkeiten abgeschieden werden können. Die einfachste Bauform eines Siebfilters kommt z. B. als Dauer-Kaffeefilter zum Einsatz. Mehrstufige Filter werden zum Beispiel im Motorenbau als Kraftstofffilter oder Ölfilter verwendet.

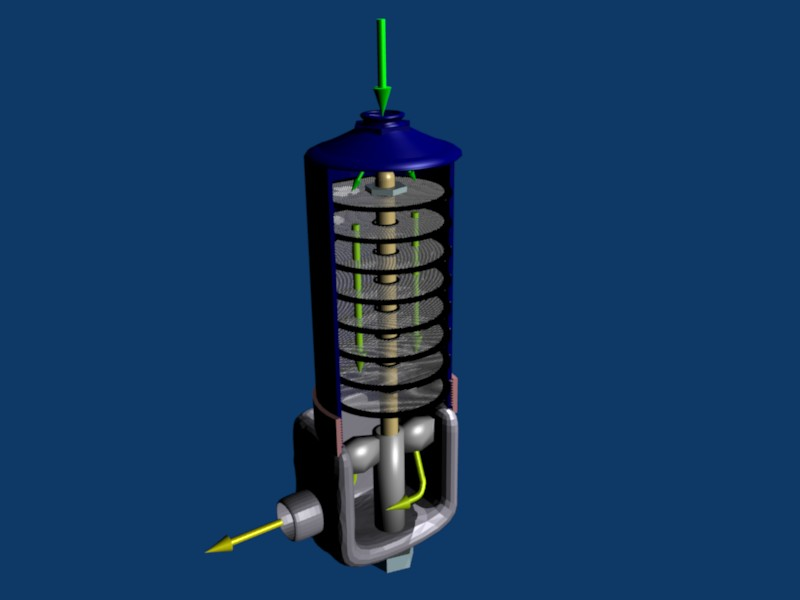
Darstellung eines Siebfilters

Siebfilter bestehen aus einem engmaschigen Drahtnetz (Metall oder Kunststoff) oder einer gelochten Platte. Sie können nur relativ groben Schmutz filtern und werden daher als Vor- oder Ansaugfilter eingesetzt. 
Bei Siebscheibenfilter werden, um Baugröße einzusparen oder zur Verbesserung der Reinigungswirkung, mehrere Siebe in einem Gehäuse hintereinander geschaltet. Es können unterschiedlich grobe Siebe verwendet werden, dabei kommt das feinste zum Schluss. Mit etwa 60 µm ist der Filterwiderstand besonders klein. Der Vorteil von Siebfiltern ist, dass sie nach einem Ausbau gereinigt und wiederverwendet werden können.
Beim Lamellenspaltfilter (je nach Bauart auch als Plattenspalt-, Drahtspalt- oder Spaltrohrfilter bezeichnet) sind zwischen den Siebscheiben Distanzscheiben montiert. In diese 0,1 mm großen Spalte fasst ein feststehender Kamm. Wird die Welle mit den daran fixierten Siebscheiben gedreht, so schiebt der Kamm das ausgefilterte Material von den Scheiben in einen Schlammraum, um den Filter im Betrieb zu reinigen. Solche Lamellenspaltfilter wurden in älteren Motoren als Ölfilter verwendet.